# Csaba Takács
Csaba Albert Takács (n. 30 martie 1955) este un om politic maghiar din România, președinte executiv al UDMR din 1999 și până în prezent.
A fost ales deputat în legislatura 1990-1992 și în legislatura 1992-1996 pe listele UDMR din partea județului Hunedoara.
În legislatura 1990-1992, Csaba Takács a fost membru în grupurile parlamentare de prietenie cu Canada, Regatul Belgiei și Ungaria.
Pe 14 martie 1994 și-a dat demisia din Camera Deputaților și a fost înlocuit de deputatul Zoltán Fekete.